# Olivier de Serres

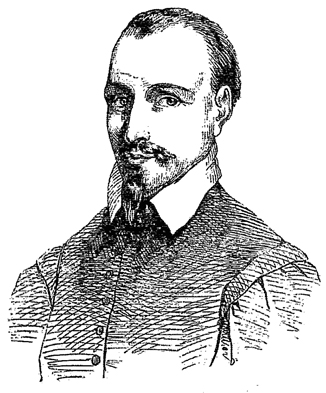
Portret przedstawiający Oliviera de Serres

Olivier de Serres (1539–1619) – francuski agronom, zwany ojcem francuskiego rolnictwa. Unowocześnił metody gospodarowania, propagował płodozmian. Rozpowszechnił we Francji uprawę morwy białej, chmielu, kukurydzy oraz wielu innych roślin uprawnych. Napisał ważny podręcznik agronomii Le théâtre d'agriculture....